# 中村之菊
中村 之菊（なかむら みどり、1979年7月16日 - ）は、木工大工、日本の政治活動家。沖縄の米軍基地を東京へ引き取る党党首。東京都墨田区出身。長年「仲村之菊」で活動していたが、2022年に通名を本名の「中村之菊」に戻した。

## 来歴
2002年より任侠右翼団体の大行社に所属していたが、2016年11月付けで木川智と共に除名処分となり、新たに発足した花瑛塾の副長となる。
2014年4月3日、内閣総理大臣安倍晋三の辞任を求め、自民党本部正門前にて本部建物へ向けて消火器を噴射し、身柄を確保された。
2019年11月、ドキュメンタリー番組（「映像’19 ガチウヨ～主権は誰の手にあるのか～」MBS毎日放送）に出演した。
2022年1月、自身のSNSで参議院議員選挙に立候補することを表明。木工大工をしながら大学に通っており、2022年時点で3年生。2022年7月、第26回参議院議員通常選挙に東京選挙区（改選定数6）より立候補し、3043票を得るも落選した。
2023年11月11日、デモクラシータイムス（YouTube）の「池田香代子の世界を変える100人の働き人」に出演した。

## 活動
- 拉致事件に言及して来た仲村は「拉致事件を次世代に継承させない父母の会」の代表を務める。
- 2006年8月に埼玉県護国神社清掃奉仕の会[6]を発足。代表を務めていた。
- 2007年5月から約2か月に渡りレンタルパンダはいらない署名運動[7]を実施。代表を務めていた。